# Кіто Швеля
Кіто Швеля (н. -луж. Kito Šwjela, нім. Christian Schwele; нар. 21 лютого 1836, Заспів, Німеччина — 26 січня 1922, Котбус, Німеччина) — нижньосорбзький педагог, лютеранський пастор, нижньолужицький письменник, громадський діяч, журналіст і публіцист. Батько нижньолужицького лінгвіста Богуміла Швелі.

## Біографія
Народився 21 лютого 1836 року в селі Заспів в Лужиці. З 1853 по 1856 роки навчався в лютеранській семінарії в місті Нойцелле. З 1856 року по 1861 рік служив вікарієм. З 1861 року служив настоятелем в різних лютеранських парафіях в Лужиці. З 1863 року по 1915 рік працював редактором нижньолужицької газети «Bramborski Serbski Casnik».
У 1880 році був одним із засновників лужицького культурно-національного товариства «Матиця сербська».
У 1910 році переїхав до Котбуса, де служив пастором до своєї кончини в 1922 році. Похований на північному кладовищі міста.

## Вшанування пам'яті
У 1981 році з ініціативи лужицького культурного товариства Домовіна було видано зібрання публіцистичних статей Кіто Швелі під назвою «Casnikaŕ swojim cytarjam».
У Котбусі та Шорбусі встановлені меморіальні дошки Кіто Швелі.

## Родина
Кіто Швеля є батьком пастора, мовознавця та публіциста Богуміла Швеля. 